# Venus Lacy
Pour les articles homonymes, voir Lacy.
Venus Milette Lacy, née le 9 février 1967 à Chattanooga, dans le Tennessee, est une ancienne joueuse américaine de basket-ball. Elle évoluait au poste de pivot.

## Palmarès
- Championne olympique 1996
- Troisième des Jeux panaméricains de 1991